# 費爾南多·梅利傑尼
費爾南多·梅利傑尼（Fernando Meligeni，1971年4月12日—）是一位巴西職業網球運動員。
梅利傑尼在大滿貫賽事，最好的表現為1999年法國網球公開賽，他曾闖入四強，不敵當屆亞軍安德烈·梅德維傑夫。
梅利傑尼，在紅土賽事表現較為突出，他所獲得的3座ATP單打冠軍，都是在紅土球場所獲得。

## 外部連結
- 官方网站
- 費爾南多·梅利傑尼（英文/西班牙文）的官方資料
- 費爾南多·梅利傑尼的國際網球總會 職業／青少年 官方資料（英文）
- 費爾南多·梅利傑尼的官方資料（英文）